# Жордао (Акри)
Жордао е град — община в западната част на бразилския щат Акри. Общината е част от икономико-статистическия микрорегион Тарауака, мезорегион Вали до Журуа. Населението на общината към 2010 г. е 6531 души, които живеят на територия от 5428,765 km² (1,2 д./km²).

## География
Поради относително високата надморска височина, на която се намира общината (278 м.н.в.), през зимата често се регистрират температури под 15 °C, като най-ниската, измерена в града, е 13,8 °C на 17 август 1975 г.
Жордао граничи на север с община Тарауака, на юг с Перу, на изток с Фейжо и на запад с община Марешал Тауматурго.
По данни на Програмата на ООН за развитие от 2000 г. Жордао е на предпоследно място по ИЧР в Бразилия, като след него е само град Манари в щата Пернамбуко.